# Kinolin
A kinolin  (vagy 1-azanaftalin, 1-benzazin,  benzo[b]piridin) (Képlete: C9H7N)  egy  heterociklusos aromás szerves vegyület. Színtelen higroszkópos folyadék, átható szaggal. Nevét a kinin és a latin oleum (olaj) szó összevonásából kapta.
Fény hatására az öregedő vegyület előbb sárga, majd barna színű lesz.
Vízben kevéssé, szerves oldószerekben sokkal inkább oldódik.
A kinolin kohászati, festék- és polimergyártási valamint agrokémiai köztitermék.
Használják ezeken kívül tartósítószernek, fertőtlenítőnek és oldószernek is. 
Mérgező anyag, rövid kontaktus irritálja az orr, a szem és a torok nyálkahártyáját, szédülést és hányingert okozhat. A hosszú távú hatásai bizonytalanok, de feltehetőleg májkárosító hatása is van.